# 極右派

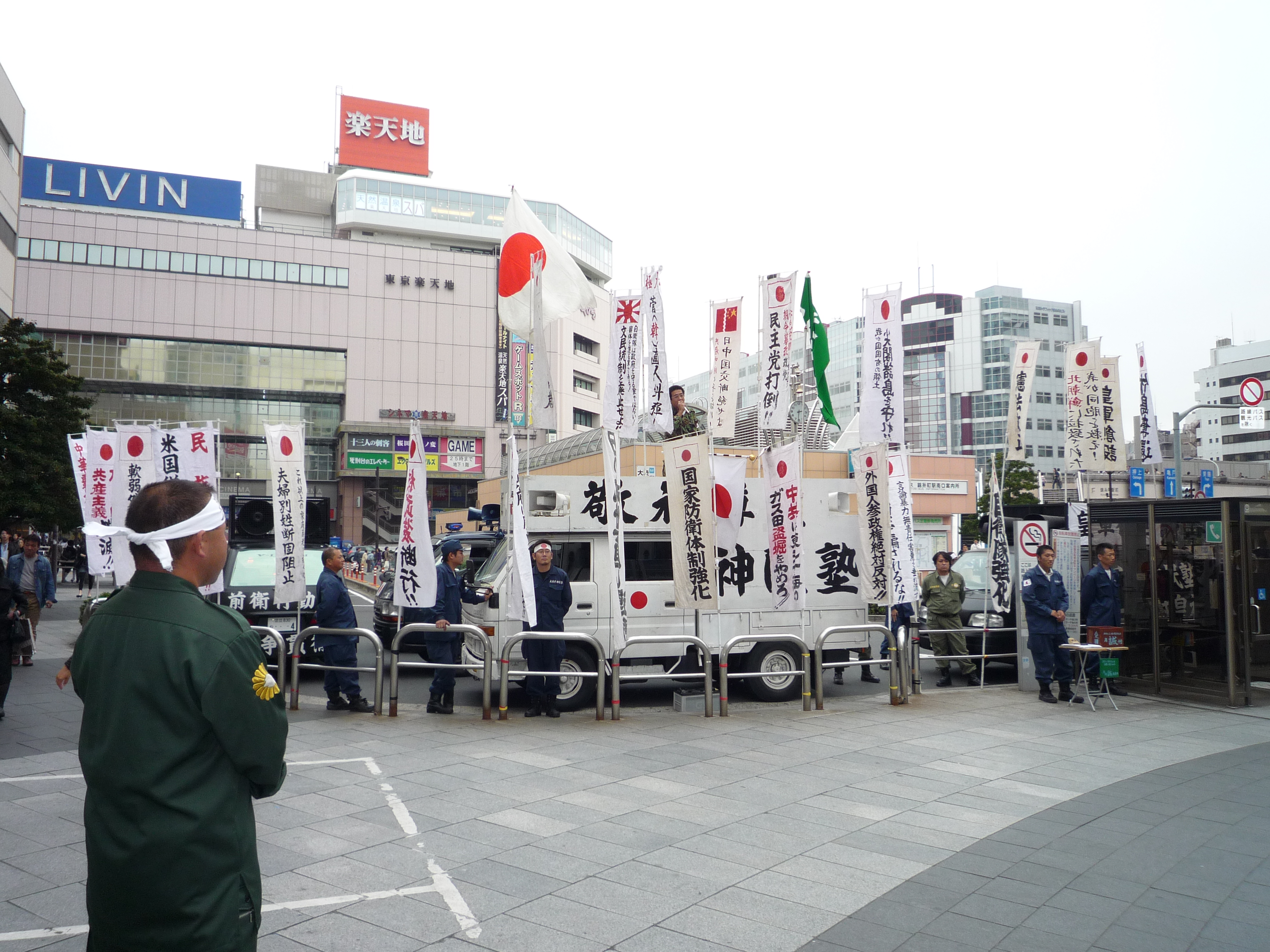
日本極右翼團體在錦糸町車站南口廣場進行演說

極右派（英語：Far-right politics），又称极右翼，是指其政治立場位於政治光譜最右端的人士或組織。「極右」也常被許多政治評論家用來描述一些難以歸入傳統右派的政治團體、運動和政黨。促進和持有極端保守主義、極端民族主義和威權主義的立場或言論的運動或政黨也被描述為極右翼。 
一些學者使用「極端右派」（Extreme Right）或「偏激右派」（Ultra Right）來討論位於傳統選舉政治範圍以外的右派政治團體，通常有革命右派份子、好戰的種族至上主義者和宗教極端主義者、新法西斯主義者、新納粹主義者和三K黨員等。在這種用法中，該名詞與不好戰的極右派或右派民粹主義者等其他形式的極右派有所區別。
傾向改革的右派運動或保守派政黨中的右翼派系，他們常被稱為「不同政見的右派」（Dissident Right）、「行動主義右派」（Activist Right）或「右翼民粹主義」（Right-wing Populism）。他們的立場介於傳統保守派和極端右派之間。這些人士位於主流選舉政治之外，但他們一般是發起改革運動，而非革命。一些被認為的「極右派」的政黨則是因為與原主流中間偏右保守主義政黨意見不合，認為他們的政策和理念已偏離原來的右派路線，如英國獨立黨。
新法西斯主義者與新納粹主義者時常被視為「極右派」或「偏激右派」。這些團體通常具有反革命性質。新法西斯和新納粹也意指他們來自二戰之後的時代。
由於這些分類尚未普遍被接受，以及還有其他的用法存在，因此讓「極右派」的用法較為複雜。

## 用法
19世紀末期，法國政治光譜可分為極左派（社會主義激進派）、左派（社會主義者與進步主義者）、中間偏左（自由派共和黨人）、中間派（溫和派、保守派共和黨人） 、中間偏右（君主立憲支持者、奧爾良派、保守派共和黨人、波拿巴主義者）、右派（保守主義者）和極右派（保守主義激進派、極端民族主義者、保皇派和正統派）。
不同學者在「極右派」的使用上有著衝突的用法。歷史上，極右翼被用來描述法西斯主義和納粹主義的意識形態，今天的極右翼政治包括新法西斯主義、新納粹主義、第三位置、另類右翼、種族至上主義，以及其他意識形態或組織，這些意識形態或組織具有極端民族主義、沙文主義、仇外主義、神權主義、種族主義、恐同主義、恐跨性別者，或者其他反動觀點。 
荷蘭已故極右派政治家皮姆·富圖恩，因他的反移民和反穆斯林政策而被英國廣播公司稱為極右派。全國公共廣播電台等曾使用「極右派」來描述一些宣揚自由市場資本主義的威權獨裁政府，像是智利的奧古斯托·皮諾切特。
左派刊物《新左派評論》曾稱雷根的政策是「激進右派」（Radical Right）。「激進右派」也被用來表示「視個人為核心的自由意志主義運動」。
美國國土安全部將右派極端主義定義為目標放在激進、種族或宗教少數份子的仇恨團體，而且仇恨團體可能致力於某項單一議題，如反墮胎、反犹太主义、反共主义、反同性戀和反移民等等。
一些左翼人士及政治人物會以極右派來稱呼一些強硬和保守的右翼政治人物，這些政治人物會涉及種族歧視、性別歧視及恐同的言論。現時許多人所認為的「極右派」政黨實際上是右派民粹主義政黨，雖然這些右翼政黨抱持著民族主義，加上在社會政策上屬於右翼保守派如反對墮胎，但亦支持保障社會福利及政府干預市場經濟、集體主義或民族社會主義的經濟政策，歐洲的右派民粹政黨便一直主張強調保護本國工人權益，反對引入外國移民進入勞動市場，近年歐洲移民危機，歐洲的右派民粹政黨便主張反對來自伊斯蘭教國家為主的移民及難民進入歐洲，作為主要政綱。

## 各地組織

### 亞洲
- 巴勒斯坦
  - 巴勒斯坦伊斯蘭聖戰運動
- 印度
  - 濕婆軍[11][12]
  - 印度人民黨[13][14][15][16][17]
  - 馬哈拉施特拉復興軍[18][19][20]
- 蒙古国
  - 蒙古白色納粹十字
  - 藍色蒙古
  - 全蒙古運動
- 以色列
  - 猶太保衛同盟[21]
  - 復活黨
  - 猶太民族陣線
  - 凱煦
  - 伊爾貢
  - 猶太人家園
  - 新右翼
  - 宗教锡安主义党
  - 利库德集团（部分派系）
- 緬甸
  - 若開民族黨
  - 聯邦鞏固與發展黨
  - 果敢民主团结党
- 中華民國
  - 立場偏向於親中共與支持紅統政黨或組織：
    - 中國國民黨（洪秀柱派系）
    - 新黨（郁慕明派系）
    - 中華統一促進黨
    - 中華愛國同心會

  - 立場偏向於激進中國民族主義與支持藍統政黨或組織：
    - 中國國民黨（黃復興派系）
    - 中華民族致公黨
    - 中國青年黨

  - 立場偏向於激進台灣民族主義與臺獨政黨或組織：
    - 民主進步黨（部分派系）
    - 台灣基進（官方自稱臺獨左派，但部分人士將其視為極右）
    - 臺灣團結聯盟
    - 福和會（官方自稱溫和保守派，但外界偶爾將其視為極右）
    - 喜樂島聯盟
    - 島抗聯
    - 臺澎黨

  - 立場偏向於政治或宗教極端保守的政黨或組織：
    - 國家社會主義學會
    - 天宙和平統一家庭黨
    - 宗教聯盟
    - 護家盟
    - 下一代幸福聯盟
- 日本（參見日本右翼團體）
  - 國家社會主義日本勞動者黨
  - 自由民主黨（部分派別）
  - 日本維新會
  - 大日本愛國黨
  - 日本第一黨
  - 日本會議
  - 參政黨
- - 阿拉什党（英语：Alash (party)）
- 大韓民國
  - 我們共和黨、我們共和黨 (2020年)
  - 國民力量
  - 親朴新黨
- 黎巴嫩
  - 敘利亞社會民族主義黨[22][23][24][25][26][27][28]
  - 雪松守护者（英语：Guardians of the Cedars）
  - 黎巴嫩長槍黨
- 马来西亚
  -  国民联盟
    -  土团党
    -  伊斯兰党

  -  斗士党
  -  土著权威党
  -  伊斯兰阵线
- 巴基斯坦
  - 原教旨主义政党联盟[29]
- 塔利班（包括阿富汗主体与巴基斯坦分支）
- 叙利亚
  - 敘利亞社會民族主義黨[22][23][24][25][26][27]
- - 塔吉克斯坦伊斯蘭復興黨
- 土耳其
  - 正義與發展黨
  - 大團结黨（英语：Great Unity Party）
  - 民族主義行動黨
  - 灰狼
  - 人民联盟 (土耳其)
- - 土庫曼斯坦民主黨
- 伊朗
  - 伊朗国家社会主义工人党（英语：SUMKA）
  - 泛伊朗党（英语：Pan-Iranist Party）
  - 原则主义者大联盟
- 香港
  - 激進建制派
    - 幫幫香港出聲行動
    - 正義聯盟
    - 香港政研会

  - 本土派
    - 青年新政
    - 東九龍社區關注組
    - 長沙灣社區發展力量

  - 港獨派
    - 勇武前綫
    - 本土民主前線
    - 调理农务兰花系

  - 修宪派
    - 热血公民
- 泰國
  - 人民國家力量黨

### 歐洲
- 欧盟
  - 歐洲民族運動聯盟
  - 歐洲保守派和改革主義者
  - 自由和直接民主欧洲
  - 争取和平与自由联盟
  - 欧洲爱国党
- 乌克兰
  - 右區
  - 全烏克蘭聯盟「自由」
  - 烏克蘭語全國聯盟
  - 烏克蘭國民議會－烏克蘭人民自衛隊
  - 亞速營（被指控，官方自稱無政治立場）
  - 俄罗斯志愿军团
- 奥地利
  - 奧地利自由黨[30][31][32]
- 俄羅斯
  - 俄羅斯民族团结
  - 俄羅斯自由民主黨
  - 全俄政黨“祖國”
  - 另一個俄羅斯
  - 全俄人民陣線（部分派別）
  - 瓦格納集團（與極右翼活動有關的雇傭兵組織）
- 德涅斯特河沿岸
  - 德涅斯特河沿岸自由民主党（英语：Liberal Democratic Party of Pridnestrovie）
- 比利时
  - 弗拉芒集团[33]
  - 弗拉芒利益[30][31]
  - 国民阵线[30][31]
- 保加利亚
  - 攻击（英语：Attack (political party)）[34]
- - 克羅埃西亞純粹權利黨[35]
  - 克羅埃西亞解放運動[36][37]
- 丹麦
  - 丹麥人民黨[33]
  - 强硬路线
  - 新右翼（英语：The New Right (Denmark)）
  - 丹麦人党（英语：Party of the Danes）
- 法國
  - 國民聯盟[30][31]
  - 身份集团（英语：Les Identitaires）
  - 阿尔萨斯第一（英语：Alsace First）
  - 法國崛起
  - 正統派
- 德国
  - 德國另類選擇
  - 祖國，原德國國家民主黨改名[30][31]
  - 共和黨[30][31]
  - 自由德國工人黨（英语：Free German Workers' Party）[30][31]
  - 德國異教徒陣線[30][31]
  - 德國人民聯盟[38][39]
  - 德国保卫人民和祖国联盟[30][31]
  - 帝国公民
- 希腊
  - 人民协会－金色黎明
  - 希臘方案
  - 人民東正教陣線[40][41][42][43]
- 匈牙利
  - 尤比克争取更好的匈牙利运动
  - 青年民主主義者聯盟－匈牙利公民聯盟
  - 匈牙利正义与生活党（英语：Hungarian Justice and Life Party）
- 拉脫維亞
  - 民族联盟[44]
- 芬兰
  - 正統芬蘭人黨
- 爱沙尼亚
  - 愛沙尼亞保守人民黨
- 盧森堡
  - 替代民主改革党（英语：Alternative Democratic Reform Party）
- 馬爾他
  - 歐洲帝國
  - 马耳他爱国运动（英语：Moviment Patrijotti Maltin）
- 荷蘭
  - 自由黨
  - 民主論壇
  - 正确答案2021
- 葡萄牙
  - 国家革新者党
  - 新社会秩序
  - 民族復興黨[45]
  - 够了！
- 波蘭
  - 波兰民族復興
  - 波蘭家庭聯盟[46]
  - 民族运动
  - 波蘭王室聯合會
  - 基督教家庭联合会（英语：Union of Christian Families）
  - 法律与公正
  - 自由与独立联盟
  - 共和国复兴－自由与希望联盟
- 羅馬尼亞
  - 大羅馬尼亞黨[47]
  - 新右翼
  - 罗马尼亚人团结联盟
- 塞爾維亞
  - 塞爾維亞激進黨[48][49][50][51][52]
  - 奧布拉茲
  - 民族隊列
  - 利維坦運動
  - 人民自由運動
- 斯洛維尼亞
  - 利帕
  - 斯洛文尼亚民族党（英语：Slovenian National Party）
- 西班牙
  - 西班牙长枪党 (1976年)
  - 全國民主（英语：National Democracy (Spain)）[31]
  - 西班牙2000（英语：España 2000）
  - 全国联盟
  - 呼声
  - 加泰隆尼亚平台（英语：Plataforma per Catalunya）
  - 加泰隆尼亚民族阵线（2013）（英语：National Front of Catalonia (2013)）
  - 我们是加泰罗尼亚人
- 挪威
  - 进步党
- 瑞典
  - 瑞典民主黨[53]
  - 国家民主党（英语：National Democrats (Sweden)）
- 瑞士
  - 瑞士民主黨[54]
  - 瑞士民族傾向黨
  - 提契諾聯盟
  - 瑞士人民黨
  - 瑞士民族主義黨（英语：Swiss Nationalist Party）
  - 瑞士自由黨
  - 瑞士聯邦民主聯盟
- 英国
  - 英國保守黨（部分派系）
  - 英國改革黨
  - 英國獨立黨
  - 国民阵线[31]
  - 英國國家黨[31][55]
  - 为了不列颠运动
  - 戰鬥18
  - 跳羚俱樂部
- 斯洛伐克
  - 科特雷巴－我们的斯洛伐克人民党（英语：Kotleba – People's Party Our Slovakia）
  - 斯洛伐克民族党
  - 斯洛伐克人民黨
  - 真斯洛伐克国家党（英语：True Slovak National Party）
- 義大利
  - 北方聯盟
  - 意大利兄弟（官方自稱右派，並否認極右，但外界仍視其為極右）
  - 三色火焰（英语：Tricolour Flame）
- 塞族共和國
  - 塞爾維亞族民主黨
  - 独立社会民主人士联盟

### 非洲
- 埃及
  - 穆斯林兄弟會[56][57]
- 南非
  - 阿非利卡人抵抗运动
- 赤道几内亚
  - 赤道几内亚民主党（英语：Democratic Party of Equatorial Guinea）
- 奈及利亞
  - 博科圣地

### 大洋洲
- - 澳大利亚第一党（英语：Australia's First Party）[58]
  - 公民選舉委員會[59][60]
  - 一國黨

### 北美洲
- 美国
  - 共和黨（部分派系）
  - 美國第一黨
  - 憲法黨
  - 美國人黨
  - 美國的黨
  - 美國獨立黨[61]
  - 美國愛國黨[62]
  - 獨立美國黨
  - 美國納粹黨
  - 美国阵线（英语：American Front）
  - 驕傲男孩
  - 三K黨
  - 布加洛运动
  - 民族社会主义运动（美国）（英语：National Socialist Movement (United States)）
  - 核武之师
- 加拿大
  - 加拿大民族-社會黨
  - 加拿大民族主義黨
  - 西部黨
  - 加拿大人民党

### 南美洲
- 阿根廷
  - 自由意志党
  - 联邦主义联盟党
  - 門多薩民主黨
- 巴西
  - 社会自由党
  - 工黨
  - 爱国者
  - 自由党
  - 為了巴西联盟（英语：Alliance for Brazil）[63]
  - 巴西民主运动（部分派别）
- 智利
  - 国家自由意志党
  - 共和党（英语：Republican Party (Chile, 2019)）
  - 基督教社会党（英语：Christian Social Party (Chile)）
- 哥伦比亚
  - 民主中心[64]
  - 公民选择[65]
- 秘魯
  - 人民力量[66]

## 原各地组织

### 亚洲
- 大日本帝国
  - 大政翼赞会
  - 国民同盟
  - 日本进步党
- 日本
  -  希望之黨
  - 奮起日本
- 滿洲國
  - 满洲国协和会
  - 俄罗斯法西斯党
- 汪精卫国民政府
  - 中国国民党 (汪精卫政权)
- 中華民國
  - 国家社会主义学会
  - 中國民主進步黨
  - 安定力量
  - 信心希望聯盟
  - 中國國民黨（蔣家政權）
- 中華民國
  - 宗社党
- 東突厥斯坦伊斯蘭共和國
  - 青年喀什噶尔党
- 越南共和国
  - 勤劳人为革命党
- 大韓民國
  - 國民會
  - 民主共和党 (韩国)
  - 自由党 (大韩民国)
  - 民主正義黨
  - 自由韩国党
  - 未来韩国党
  - 向未来前进4.0
- 伊朗
  - 民族复兴党（英语：Rastakhiz Party）
  - 伊朗纳粹党（英语：Iran's Nazi Party）
- 菲律賓
  - 新社會運動（菲律賓）（英语：Kilusang Bagong Lipunan）
- 土耳其
  - 美德党
- 香港
  - 香港民族党
  - 香港民族阵线
  - 热血公民

### 欧洲
- 欧盟
  - 認同與民主
  - 民族和自由欧洲
- 俄罗斯帝国
  - 黑色百人團
  - 俄罗斯法西斯党
  - 俄羅斯人民聯盟（英语：Union of the Russian People）
- 苏联
  - 蘇聯自由民主黨（英语：Liberal Democratic Party of the Soviet Union）
- 俄羅斯
  - 民族布什維克黨
- 乌克兰
  - 烏克蘭民族主義者組織
  - 烏克蘭反抗軍
  - 乌克兰爱国者
- 納粹德國
  - 德國工人黨
  - 德國國家人民黨
  - 纳粹党
  - 國家社會主義革命戰鬥聯盟
- 奥地利
  - 祖国阵线 (奥地利)
- 義大利
  - 意大利戰鬥者法西斯
  - 国家法西斯党
  - 意大利民族主義協會
  - 共和法西斯党
  - 民主法西斯党
- 西班牙
  - 西班牙長槍黨
  - 傳統主義西班牙國家工團主義進攻委員會方陣
  - 共和社会运动（英语：Republican Social Movement）
- 葡萄牙
  - 國民聯盟
  - 国家工团（葡萄牙）（英语：National Syndicalists (Portugal)）
  - 民族复兴独立运动/葡萄牙右翼党（英语：Independent Movement for the National Reconstruction / Party of the Portuguese Right）
- 希腊
  - 自由思想黨
- 羅馬尼亞
  - 铁卫团
- 匈牙利
  - 箭十字党
  - 統一黨
- 芬兰
  - 爱国人民运动
- 荷蘭
  - 荷蘭國家社會主義運動
- 瑞典
  - 北欧帝国党
  - 民族民主人士（英语：National Democrats (Sweden)）
- 立陶宛
  - 秩序与正義
- 圣马力诺
  - 圣马力诺法西斯党
- 比利时
  - 雷克斯党
- 法國
  - 火十字團
  - 法蘭西運動
  - 法國民眾黨（英语：French Popular Party）
- 西德
  - 社会主义帝国党
  - 德意志权利党（英语：Deutsche Rechtspartei）
  - 德意志帝国党（英语：Deutsche Reichspartei）
- - 烏斯塔沙
- 英国
  - 不列顛法西斯聯盟
- 阿尔巴尼亚
  - 阿爾巴尼亞法西斯黨（英语：Albanian Fascist Party）
- 爱尔兰
  - 蓝衫党

### 非洲
- - 革命人民运动
- 苏丹
  - 全國大會黨
- 南非
  - 國民黨
  - 保守黨（南非）（英语：Conservative Party (South Africa)）
- 羅德西亞
  - 羅德西亞陣線
- 卢旺达
  - 民族革命发展运动

### 大洋洲
- - 澳大利亚国家社会主义党（英语：Australian National Socialist Party）

### 北美洲
- 美国
  - 迪克西民主党
  - 三K黨
  - 美國人黨
  - 反共濟會黨
- 加拿大
  - 加拿大納粹黨（英语：Canadian Nazi Party）
- - 多米尼加黨（英语：Dominican Party）
- 海地
  - 民族团结党（海地）（英语：National Unity Party (Haiti)）

### 南美洲
- 巴西
  - 巴西整合运动
  - 国家秩序重建党（英语：Party of the Reconstruction of the National Order）
  - 国家革新联盟